# Asphalt 5
Asphalt 5 es un videojuego de carreras desarrollado por Gameloft Bucharest y publicado por Gameloft como parte de la serie Asphalt. Fue lanzado para iOS el 2 de noviembre de 2009, para Palm Pre el 8 de enero de 2010, para Android el 20 de abril, para Symbian^3 y Bada el 22 de diciembre y para Windows Phone 7 el 25 de julio de 2012.. Asphalt 5 HD (una versión de alta definición del juego) fue lanzado en la App Store y Android Market el 1 de abril de 2010.

## Jugabilidad
La jugabilidad de Asphalt 5 es muy similar a la de Asphalt 4: Elite Racing y Ferrari GT: Evolution, el jugador tiene la opción de inclinar el dispositivo, tocar el lado derecho o izquierdo de la pantalla para dirigir o usar un volante virtual en pantalla. El juego también tiene un modo multijugador, tanto local, a través de Wi-Fi y Bluetooth, y global a través de una conexión a Internet.

## Vehículos
Hay 30 vehículos con licencia disponibles en el juego. Los coches inicialmente disponibles son el Mini Cooper S y Nissan 370Z.
El coche más rápido disponible para el jugador es el Bugatti Veyron 16.4.
Debido a la propiedad de Electronic Arts de la licencia de Porsche, no hay vehículos Porsche, aunque hay variantes sintonizadas por Ruf. Los modelos de autos disponibles son:
- Audi Q7
- Audi R8

- Audi TT-RS
- BMW X6M

- Lamborghini Gallardo LP 560-4

- Lamborghini Murciélago LP 670-4 SV

- Lamborghini Reventón

- Ferrari 599XX

- Ferrari California

- Ferrari 16M

- Ferrari FXX Evoluzione

- Nissan 370Z

- Nissan GT-R (R35)

- Bugatti Veyron 16.4

- Caterham CSR Superlight

- Chevrolet Corvette ZR1

- Chevrolet Camaro SS (2009)

- Ducati 1198

- Ducati Monster 1100s

- Ford GT

- Ford Mustang Shelby GT500

- Gumpert Apollo (Disponible al completar todos los logros del juego)

- Kawasaki Z750

- Kawasaki ZX6-R

- Lotus 2-Eleven

- Lotus Evora

- Mercedes-Benz E-Class

- Mercedes-Benz ML 63 AMG

- Mercedes-Benz SL 65 AMG Black Series

- Mini Cooper S

- RUF 3400K

- RUF Dakara

- RUF 911 RT12
- Samsung WCG Car

## Localizaciones
El juego tiene 12 lugares para correr. Los lugares son: 
1. Aspen
2. Saint-Tropez
3. Atenas
4. Pisa
5. Roma
6. París
7. Río de Janeiro
8. Miami
9. Hawái
10. San Francisco
11. Las Vegas
12. Nueva York.

## Recepción
Después de su lanzamiento, Asphalt 5 recibió críticas generalmente favorables. La versión de iOS tiene una puntuación agregada de 82 de cada 100 en Metacritic, basada en seis revisiones, y 86.67% en GameRankings, también basada en seis revisiones.
Levi Buchanan de IGN concedió al juego una puntuación de 8 de cada 10, elogiando el hecho de que no se tomaba demasiado en serio; "Asphalt 5 es un corredor de arcade puro que combina los elementos de smash'em de Burnout y las emociones de carreras hardcore de Ridge Racer en un velocista a veces tonto, pero siempre maníaco. Si usted entra al juego esperando un simulador de conducción de precisión en las líneas de Real Racing, estarás muy decepcionado, pero si descarga Asphalt 5 con la expectativa de Wild Ride Mr. Toad con Ferraris, estarás satisfecho.
TouchArcade se impresionó de manera similar, calificando el juego con 4,5 de 5, y elogiando los gráficos; "A pesar de que usted no puede estar centrado en los detalles, Gameloft obviamente tiene que hacerlo. Ya sea a través de las autopistas cubiertas de nieve, las carreteras empapadas de barro, o la oscuridad de la noche, los detalles están en todas partes. Desde las señales en el concesionario a los daños en los vehículos, Gameloft definitivamente ha dedicado mucho desarrollo creando una experiencia de arcade con un buen grado de gráficos visuales ".
Dave LeClair de ToughGen también quedó impresionado al anotar el juego con 4 de cada 5, alabando también los gráficos; "Este es el mejor juego de aspecto hasta el momento. Hay más de 30 coches diferentes en el juego, y cada uno parece como si se ha ido afilando con un peine de dientes finos, porque todos se ven increíbles. Las 12 ciudades en el juego también se ven fantásticas, y no es nada más que un placer para jugar. El primer nivel se juega en un área nevada, y como usted está conduciendo, la nieve realmente golpea la pantalla y se desvanece. Es esta atención al detalle que realmente establece a Asphalt 5 aparte en el el departamento de gráficos".
Slide to Play Andrew Podolsky fue un poco menos entusiasta, anotando 3 de 4, y criticando a la física, "es un corredor increíblemente bouncy over-the-top que juega un poco más como Jelly Car que Real Racer. Aunque nos gustan los corredores de arcade mucho, estos coches no parecen tener ningún peso real o poder detrás de ellos, a pesar de que se ven muy bien en la carretera y en el garaje. También criticaron la dificultad del modo "Eliminación" y llamaron a la opción de comprar modelos femeninos escasamente vestidos que dan bonificaciones durante las carreras "juveniles, incluso para un videojuego de carreras".
Andrew Bares de WMPoweruser no se impresionó con la versión de Windows Phone, anotando el juego 2 de 5 y argumentando "cualquier juego hoy en día que no es compatible con Mango multitasking y ni siquiera apoya NoDo reanudar a su estado de pausa es un total fracaso. Respondes un mensaje de texto en medio de la carrera y tienes que esperar 8 segundos para que el juego se cargue y luego te pone de vuelta en la línea de salida, perdiendo todo tu progreso!".